# Nationaal verstrooiterrein Delhuyzen
Nationaal verstrooiterrein Delhuyzen is een verstrooiveld dat zich sinds 1989 bevindt op het voormalig landgoed Delhuyzen, aan de zuidelijke rand van de Veluwe. Het terrein behoort tot de gemeente Arnhem. De oppervlakte is ongeveer 80 hectare.

## Natuurterrein
Het verstrooiveld bevindt zich in een natuurterrein. Als begraafplaats is het enigszins vergelijkbaar met een natuurbegraafplaats. Het gebied bestaat uit glooiende heidevelden, dennenbossen en loofbomen als eiken, berken en beuken. Het terrein is toegankelijk van zonsopgang tot zonsondergang. Er is geen wachtruimte aanwezig. In het Nationaal verstrooiterrein Delhuyzen komen ook Schotse Hooglanders, die hier kunnen grazen. Deze Schotse Hooglanders verblijven voornamelijk in het Nationaal Park Veluwezoom, en hebben sinds 2011 een groter leefgebied gekregen door het verplaatsen van een aantal rasters.

## Asverstrooiing
De as mag verstrooid worden in de bossen of op de heide en nabestaanden kunnen bij de verstrooiing aanwezig zijn, altijd onder begeleiding van een medewerker van het terrein. Bij de verstrooiplaats kunnen uitsluitend verse bloemen zonder vaas achtergelaten worden. Verder mogen er geen attributen worden achtergelaten, gedenkstenen, gedenktekens, enzovoort. Vanwege brandgevaar in het natuurgebied is het gebruik van kaarsjes niet toegestaan. Het verstrooiveld is toegankelijk voor alle gezindten.
Er zijn op het Nationaal verstrooiterrein Delhuyzen ook mogelijkheden om een boom te adopteren of om in het bijzijn van de nabestaanden een boom te laten planten als herinnering aan een dierbare. Met de boom wordt een symbool achtergelaten ter nagedachtenis aan de overledene en wordt iets teruggegeven aan de natuur. De geadopteerde bomen zijn voorzien van een nummer. Op het terrein bevindt zich ook het Internationaal Monument voor het Onbekende Kind.

## Bereikbaarheid
De ingang van het Nationaal verstrooiterrein bevindt zich aan de weg vanuit Arnhem naar Terlet, de parallelweg van de A50, de Apeldoornseweg (N784) bij kilometerpaal 5.1.
Met het openbaar vervoer kan vanaf station Arnhem de bus richting Apeldoorn genomen worden. Vanuit de dichtstbijzijnde halte, bij de Rosendaelsche Golfclub, ligt het terrein op ongeveer tien minuten rechtdoor wandelen.